# Adriënne Wurpel
Adriënne Wurpel (Heemstede, 31 augustus 1956) is een Nederlandse theater- en televisieregisseur. 
Ze regisseerde onder andere afleveringen van de Nederlandse dramaserie Meiden van De Wit, 12 steden, 13 ongelukken en Westenwind. In het theater waren voorstellingen van haar te zien als "Mama", dat twee seizoenen succesvol heeft gelopen en bijvoorbeeld "Gewoon beginnen met Hamlet" waarin ze haar zoon Matthijs en twee vrienden regisseerde. 
Wurpel heeft samen met regisseur Willem van de Sande Bakhuyzen een zoon, Matthijs van de Sande Bakhuyzen, en een dochter, Roeltje van de Sande Bakhuyzen. Matthijs vertolkte onder andere rollen in de films Afblijven, Bloedbroeders en Het leven uit een dag. Ook Roeltje acteert en is onder andere te zien in Koppels en Verder dan de maan. Wurpel werkt ook als trainer en heeft een training ontworpen speciaal voor ouders van pubers: Functioneel Lummelen.

## Werk

### Als regisseuse
- 12 steden, 13 ongelukken (1997-1998)
- Westenwind (1999-2000)
- Russen (Episode Stil, 2001)
- Rozengeur & Wodka Lime (2001)
- Meiden van De Wit (2002-2003)
- De Afdeling (2005)
- Goede tijden, slechte tijden (1995-1997)
- GTST: de reünie (1998)
- SpangaS (2008)
- Divorce (2014)
- Dansen op de vulkaan (2014)